# 理性與感性 (電影)
《理智与情感》（英語：Sense and Sensibility）是一部由英美合拍的1995年电影，由李安执导，根据简·奥斯汀1811年的同名小说改编。女演员艾玛·汤普森编写了剧本并饰演埃莉诺·达什伍德一角，凯特·温丝莱特扮演埃莉诺的妹妹玛丽安。电影剧情围绕达什伍德姐妹展开，虽然她们来自一个富裕的英国乡绅家庭，但却因故陷入贫困，迫使她们通过婚姻来获取财政上的保障。男演员休·格兰特和艾伦·瑞克曼分别出演两姐妹的追求者。影片于1995年12月13日在美国上映，次年2月23日在英国发行。
制片人林赛·多兰是奥斯汀小说长时间的粉丝，她聘请了汤普森来编写剧本。后者前后花了5年时间执笔编撰了多个版本，这期间她除本片外还参加了其它电影的制作。由于这是汤普森首次创作的电影剧本，多家制片公司不是很愿意接手，但最终哥伦比亚电影公司同意发行本片。汤普森与埃莉诺一角年纪上有很大差距，她本打算找另一位女演员，但之后导演说服了她亲自出演。
汤普森的剧本夸大了达什伍德家族的富裕程度，并且让其之后陷入贫困的场景对现代观众来说更能接受。她还改变了男主角的性格特点，让他们对于新时代观众来说更有吸引力。此外，片中还通过意象和场景来强调两位女主角的性格差异。李安获选担任本片的导演，这部分是因为他1993年的作品《喜宴》获得了成功，并且多兰还认为请他来执导有助于让电影获得更广阔的观众群。影片的拍摄获得了1600万美元的预算，李安倾向于通过不同角度拍摄，之后众演员也开始相信他的直觉。
《理智与情感》上映后获得了票房上的成功，专业评价方面更是得到了压倒性的好评，并获得了多项荣誉，其中包括1995年英国电影学院奖的11项提名以及最终的3项获奖。影片还得到了包括奥斯卡最佳影片、女主角、原著改编在内的7项提名，最终为汤普森拿下了原著改编奖，她也因此成为历史上唯一一位获得过奥斯卡金像奖编剧和表演类奖项的电影人。本片的成功重新引起了人们对奥斯汀作品的兴趣，许多类似体裁的作品因此诞生。《理智与情感》被认为是历史上最成功的奥斯汀作品改编电影。

## 剧情
达什伍德老爷（汤姆·威尔金森饰）去世后，他的妻子（珍瑪·鍾斯饰）和三个女儿——埃莉诺（Elinor Dashwood，艾瑪·湯普森飾）、玛丽安（Marianne Dashwood，琦·溫斯莉飾）和玛格丽特（Margaret Dashwood，埃米莉·弗朗索瓦饰）——所继承的遗产仅为每年500英镑，而他的大部分财产都留给了自己上一次婚姻中生下的儿子约翰（詹姆斯·弗雷特饰）。约翰和他那贪婪而势利的妻子芬妮（哈丽特·瓦尔特饰）立即就搬进了达什伍德家族的大宅诺兰庄园（Norland Park），芬妮还邀请自己的弟弟爱德华·费拉尔（Edward Ferrars，休·格兰特饰）前来同住。爱德华和埃莉诺之间的友谊开始萌芽，这让芬妮感到担忧，认为后者配不上自己的弟弟，因此尽一切可能阻止两人交往。
约翰·米德尔顿爵士（Sir John Middleton，罗伯特·哈迪饰）是达什伍德夫人的堂兄，他给堂妹提供了一套位于德文郡的小平房暂住，达什伍德夫人带着女儿们搬了进去，并且经常前往堂兄的巴顿庄园（Barton Park）拜访。玛丽安认识了年长的布兰登上校（Colonel Brandon，艾伦·瑞克曼饰），后者对她一见钟情。不过他需要面对来自约翰·威洛比（John Willoughby，格雷·怀斯饰）的竞争，这个小伙子虽然外表潇洒，但却是一肚子坏水，玛丽安当时爱上了他。这天早上，她本以为威洛比会向她求婚，但他却急匆匆地离开前往伦敦。达什伍德一家人不知道的是，布兰登年輕時的情人伊丽莎（Eliza），在臨終前將自己的私生女贝丝託付給上校，而上校最近才得知，貝絲（Beth）怀上了威洛比的孩子，而威洛比的阿姨艾伦夫人在发现这点后剥夺了他的继承权。
约翰爵士的岳母詹宁斯夫人（Mrs. Jennings，伊丽莎白·斯普里格斯饰）邀请自己的女儿和女婿帕尔默（Palmer）夫妇（休·劳瑞和伊梅尔达·斯汤顿饰）前来做客，与夫妇来一同前来的还有出身贫寒的露西·斯蒂尔（Lucy Steele，伊莫金·斯塔布斯饰）。后者告诉埃莉诺自己早在五年前就已经与爱德华私订终身，埃莉诺和他将来长相廝守的期望也因此化为泡影。詹宁斯夫人带着露西、埃莉诺和玛丽安前往伦敦，并在一个舞会上遇到了威洛比。他勉强承认与这几个女人相识，并告诉她们自己已与非常富有的格蕾小姐订婚，玛丽安因此伤心欲绝。爱德华和露西私订终身之举也终被曝光，他的母亲命令儿子必须解除婚约，爱德华对此严辞拒绝，结果他的财产也被剥夺，交到了弟弟罗伯特（Robert，理查德·拉姆斯登饰）的手上。
返回德文郡的途中，埃莉诺和玛丽安在帕尔默夫妇的乡间庄园停留过夜，这里距威洛比的家很近。玛丽安情难自已，前去威洛比的房子那里看了一眼，然后又顶着倾盆大雨走了好长一段路才返回庄园。结果她得了重病，幸好为布兰登上校所救，然后在姐姐的照顾下逐渐康复，然后一起回家。回到家后，她们得知斯蒂尔小姐已经成为费拉尔夫人，以为爱德华已经成婚，然而他却亲自前来告知，斯蒂尔竟然选择嫁给了罗伯特，所以她与爱德华的婚约也因此失效。爱德华向埃莉诺求婚，并成为一名牧师，而玛丽安则爱上了布兰登上校，两人也很快成婚。

## 制作

### 构想和改编
1989年，幻影企业（Mirage Enterprises）新任制片公司总裁林赛·多兰在与公司的同事一起对有潜质电影题材集思广益时提议，把简·奥斯汀的《理智与情感》改编成电影。该书之前已经三次改编成影视作品，其中年代上最接近的是1981年的同名电视剧:21, 24。多兰很长时间以来都是这部小说的粉丝:63，还曾在年轻时立誓若自己有朝一日进入电影业，就要将其改编成电影:249:11。她是因书中展现的两位女主角而特别选中了奥斯汀的这部作品。多兰表示，奥斯汀的“所有作品都既有趣，又很有感情，但《理智与情感》最适合拍成电影，因为其中的故事情节千回百转。正当你满以为自己能够预料下一步发展时，一些又都不一样了。它有真正的悬念，但又不是部惊悚片。（让人）无法抗拒”。她还称赞了小说中“精彩的人物（刻画）......‘三个’精彩的爱情故事，令人意外的曲折情节，精彩的笑点，相互关联的主题，以及一个让人屏息的结局”:11。
获聘为幻影企业总裁前，多兰花了数年时间来物色一位合适的剧作家:249，她希望找到一个“在讽刺和浪漫文学领域同样擅长”，并且几乎可以“像使用20世纪的语言辞汇那样”使用奥斯汀的遣辞用句:11。她看过多位英国美作家的剧本:12，直到看到女演员艾玛·汤普森主持并部分编剧的电视喜剧小品后，多兰相信自己找到了搜寻已久的幽默和写作风格:13。汤普森曾与多兰在1991年幻影企业出品的电影《再续前世情》（Dead Again）中合作过，该片拍摄完成一星期后，多兰就选中了汤普森来将《理智与情感》改编成电影剧本，在此以前，这位女演员还从没完成过一个剧本:13。汤普森也是奥斯汀的粉丝，她起初提议先改编《劝导》或《爱玛》后再朝《理智与情感》下手:12-13，但她发现后者比自己印象中更加精彩，于是决定先将其改编完成，相信这部作品会有更好的表现:209。

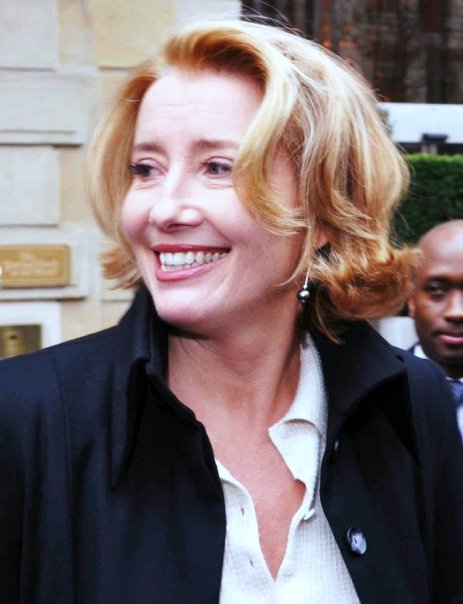
艾玛·汤普森前后花了五年时间创作本片的剧本。

汤普森花了五年的时间创作和改写剧本，这一期间她还参加了其他电影的制作:6:249:208。汤普森感觉原著的用词“远比（奥斯汀）之后的小说更晦涩难懂”，因此希望可以在简化其中对白的同时保持“原作中的优雅和机智”:252。她发现在创作剧本的过程中，第一稿通常“有许多好素材”，但还需加以剪辑，而第二稿则“几乎可以肯定是垃圾......因为你会变得惊惶失措”:01:33:00-01:33:25。汤普森把自己能够完成这个剧本部分归功于多兰，称她“在那个过程中帮助我，让我成长并加以指导......我是跟在她的脚步后面学会了剧本创作”。
汤普森的第一稿剧本均为手写，长度超过300页，需要缩减。她发现有关浪漫情感的内容是最难“兼顾”的，稿件中对威洛比和爱德华两角的描写受到了一些批评，多兰之后回忆称，这些批评主要是指在威洛比出场前，整个故事并没有真正开始，而爱德华的情节则成了侧面描写的背景故事。汤普森和多兰很快意识到，要想让这个剧本得到认可，必须要先花上20分钟的时间让包括爱德华在内于前期就开始出现的人物变得鲜明起来。于此同时，汤普森也希望避免描绘出“两个女人坐等男人上门”的效果:92，她逐渐将剧本中达什伍德姐妹间的关系和彼此的爱情故事尽可能放到同等位置上。
多兰带着完成的剧本草案向多家制片公司推销以求获得资金，但许多公司都对汤普森作为剧作家的能力持有警惕，当时她还是一位没有什么名气的女演员，之前从未创作过电影剧本。不过，哥伦比亚电影公司高管艾米·帕斯卡（Amy Pascal）对汤普森的参与表示支持，并签约同意担任制片人和发行商。

#### 李安加入
台湾导演李安1993年推出的家庭喜剧片《喜宴》获得了成功，该片由他亲自编剧、执导并担任制片人。在此以前，他从未参与过奥斯汀小说改编影视作品的制作:67，但多兰从《喜宴》中看到了李安在社会喜剧背景下驾御家庭复杂关系的能力，觉得这也是奥斯汀小说故事情节所需要的特质。回忆起这个决定她表示，虽然英语不是李安的第一语言，但外国导演会给人一种更知性的吸引力。多兰给李安寄了一份汤普森剧本的副本，他对此表示有兴趣，但对自己是否应该接拍也持谨慎态度。多兰一共面试了15位导演，但她表示，李安是其中为数不多的几位能够理解奥斯汀幽默感的候选人之一，他表示自己想要拍一部“让人们心碎到两个月后还没有完全恢复”的电影。
多兰从一开始就希望《理智与情感》既能获得奥斯汀核心读者粉丝的支持，又能吸引到喜欢浪漫喜剧片的年轻观众:155。她觉得李安的加入让这部作品免于成为一部“英国小众电影”，而是可以面向全世界发行:46。对此李安表示：“我觉得他们都疯了。我在台湾长大，对19世纪的英格兰能知道什么？大约把剧本看了一半的时候，我开始明白他们这样选择的原因。我在自己的电影中试图把社会讽刺和家庭伦理剧混合起来。我意识到自己试着要做出的正是简·奥斯汀那样的作品，只是我还不知道而已。简·奥斯汀是我的使命，我要做的只是克服文化上的障碍”。汤普森和多兰之前已在剧本创作上合作了很长时间，所以李安一开始对自己的地位和角色不是很有把握，觉得自己是个“租来的导演”。他花了六个月时间到英格兰“了解如何拍摄这部电影，怎样制作一部古装片，表现其文化......怎么把原著改编成主流电影业能够接受的作品”。
1995年1月，汤普森向李安、多兰和助理制片人劳瑞·博格（Laurie Borg）等主创人员递交了自己完成的剧本，并根据众人反馈在之后两个月修改:207-210。汤普森之后还会在电影拍摄期间对剧本作多处改动，其中还包括为节省预算而做的更改，她还改善了一些台词，做出一些灵活的调整来让角色和演员更相符:249。例如布兰登一角表露心意的场景原本包含对之前镜头的闪回，之后汤普森决定还是让角色亲自把这个故事讲出来，这样在可以体现出感情上的困难之处，在情感上更加有趣:251。

### 演员选择

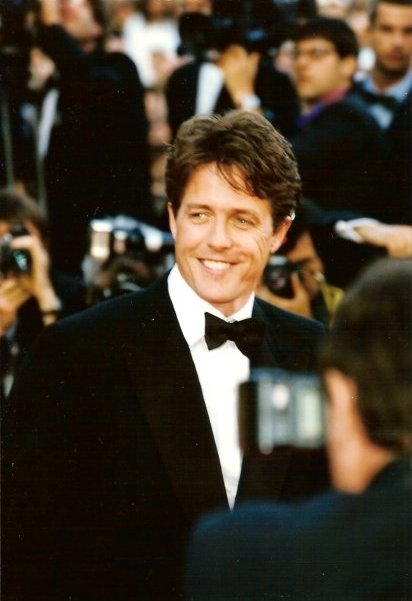
曾与汤普森在多部电影中合作过的休·格兰特是爱德华·费拉尔一角的第一人选。

汤普森起初希望多兰选择娜塔莎·理查德森和乔莉·理查德森（Joely Richardson）两姐妹分别饰演埃莉诺和玛丽安，而李安和哥伦比亚公司则希望由汤普森亲自出演埃莉诺，因为她在1992年电影《霍华德庄园》中的表现广受好评，还赢得了第65届奥斯卡女主角奖肯定，当时已经成为一位“大牌电影明星”。但汤普森答复称自己已经35岁，扮演一个19岁的角色未免有些太老，李安于是建议把埃莉诺的年龄改为27，这样还可以更方便现代观众理解该角色大龄单身女性的现实困境。汤普森同意了，之后还表示自己“不顾一切地想要穿上紧身胸衣表演，让剧情不再停留在剧本上”。
1995年2月，剧组开始正式为电影挑选演员:210，不过之前一年时就有几位演员和汤普森会面帮她构思剧本:9:45-9:53。最后李安在这六位演员中选中了五位参加演出，分别是休·格兰特、罗伯特·哈迪（Robert Hardy）、哈丽特·瓦尔特（Harriet Walter）、伊梅尔达·斯汤顿和休·劳瑞:210，只有阿曼达·鲁特（Amanda Root）当时已答应出演1995年的另一部电影《劝导》。汤普森和劳瑞在多年前就已相识，她表示：“这个星球没有（别的）任何一个人能够那么完美地捕捉到帕尔默先生的幻灭和救赎，同时又让情节看起来很有趣。”:251-252
早在创作爱德华·费拉尔这个角色时，格兰特就是汤普森心中诠释这一角色的完美人选:9:15-9:30，他也自愿降低片酬来避免影片预算超支。格兰特称她的剧本为“天才之作”，表示自己也一直喜欢简·奥斯汀的作品，而且觉得艾玛的剧本与原著相比更出彩，更有趣。北美地区简·奥斯汀协会（Jane Austen Society of North America，简称）对选择格兰特来饰演爱德华一角提出了批评，认为他有些过于英俊。女演员凯特·温丝莱特原本就想参加玛丽安一角的试镜，但李安不喜欢她在1994年剧情片《罪孽天使》（Heavenly Creatures）中的表现，所以只打算让她试演露西·斯蒂尔一角。然而温丝莱特假装不知道这一安排，试镜时表演的仍然是玛丽安的段落，并在念出一句台词后成功入选。汤普森之后指出，温丝莱特虽然当时还只有19岁，但完全符合这个角色“充满活力、开放、现实、聪明”的特点，而且“非常有趣”:216。这一角色也帮助温丝莱特成为有相当知名度的电影明星。
艾伦·瑞克曼在片中出演布兰登上校。汤普森对瑞克曼在本片中展现出“他本性中那非凡的温柔”感到满意，特别是考虑到他在其他多部电影中出演的都是些让人印象深刻的权术人物:269。格雷·怀斯（John Willoughby）获选出演约翰·威洛比，这也是他截止2013年最具知名度的角色。年仅12岁，之前没有任何专业表演经验的埃米莉·弗朗索瓦（Emilie François）是最后确定的几位演员人选之一，她诠释的是玛格丽特·达什伍德:5:13-5:20。汤普森在日记中称赞了这位小演员的表现：“埃米莉天生就能快速而聪明地掌握每一个动作——她只是待在那里就能让我们所有人都有了即兴演出的能力。”:246-247参加演出的其他演员还包括扮演达什伍德夫人的盖玛·琼斯（Gemma Jones），饰演约翰·达什伍德的詹姆斯·弗雷特（James Fleet），出演詹宁斯夫人的伊丽莎白·斯普里格斯（Elizabeth Spriggs），诠释露西·斯蒂尔的伊莫金·斯塔布斯（Imogen Stubbs），饰演罗伯特·费拉尔的理查德·拉姆斯登（Richard Lumsden），扮演达什伍德老爷的汤姆·威尔金森（Tom Wilkinson）和出演格蕾小姐的隆·维达尔（Lone Vidahl）。

### 服装设计

艾玛·汤普森在《理智与情感》的其中一件戲服。

简斯汀学者琳达·特罗斯特（Linda Troost）表示，《理智与情感》中使用的服装有助于强调各个人物的阶层和地位，特别是达什伍德家族成员:83。这些服装由珍妮·碧万（Jenny Beavan）和约翰·布莱特（John Bright）设计，两人早在1984年就已开始合作，之前最有知名度的是墨臣艾禾里製片公司出品的作品。两位设计师打算创作出与那个时代完全相符的衣服:83，并融入18世纪末丰满而古典的外观和色彩。他们从英国艺术家托马斯·罗兰森（Thomas Rowlandson）、约翰·霍珀（John Hopper）和乔治·罗姆尼的作品中汲取灵感，还检阅了储存在维多利亚和阿尔伯特博物馆的时尚画板。大部分衣装和帽子都是在伦敦一家名为的服装公司制作的。
为了达成受希腊艺术影响的紧密缠绕卷发效果，一些女演员选择佩戴假发，还有一些则会通过加热来给卷起的头发定型，或是睡觉时仍然戴着固定卷发的引脚。片中势利眼芬妮一角的卷发最为紧密，但减少了希腊风格的轮廓，反映出她愚蠢爆发户的特点。碧万表示，芬妮和詹宁斯夫人都“不能完全放弃（那些）多余的装饰”，所以都披上了自己的蕾丝，皮草，羽毛，珠宝和华美的织品。与之相反，理智的埃莉诺选择采用简单的配饰，例如草帽和长长的金链。芬妮的浅薄个性也表现在“浮华多彩”的裙装上:83，而爱德华出场时身着正装，全身都裹得严严实实，代表他“受到压抑”的个性:97-98。片中伦敦舞厅一场戏一共动用了100名临时演员，其中有军人、律师，还有纨绔子弟和贵妇，他们都穿上了不同视觉风格的服饰:258:83。
碧万和布莱特征询了汤普森和李安的意见来为布兰登设计服装，决定把他塑造成一个“经验丰富，阳刚可靠”的形象:97-98。布兰登首次出场时穿着黑色服装，之后换了灯芯绒夹克配衬衫作为其运动装束。在暴雨中救起玛丽安后，他又转变成“浪漫的拜伦式英雄”，身上的衬衫敞开，领结也适度宽松。同时他谦逊得体的服饰配合悲剧性的故事背景，也有助于让观众喜欢这个人物:98。碧万和布莱特因本片获得了第68届奥斯卡金像奖服装设计奖提名。

### 拍摄

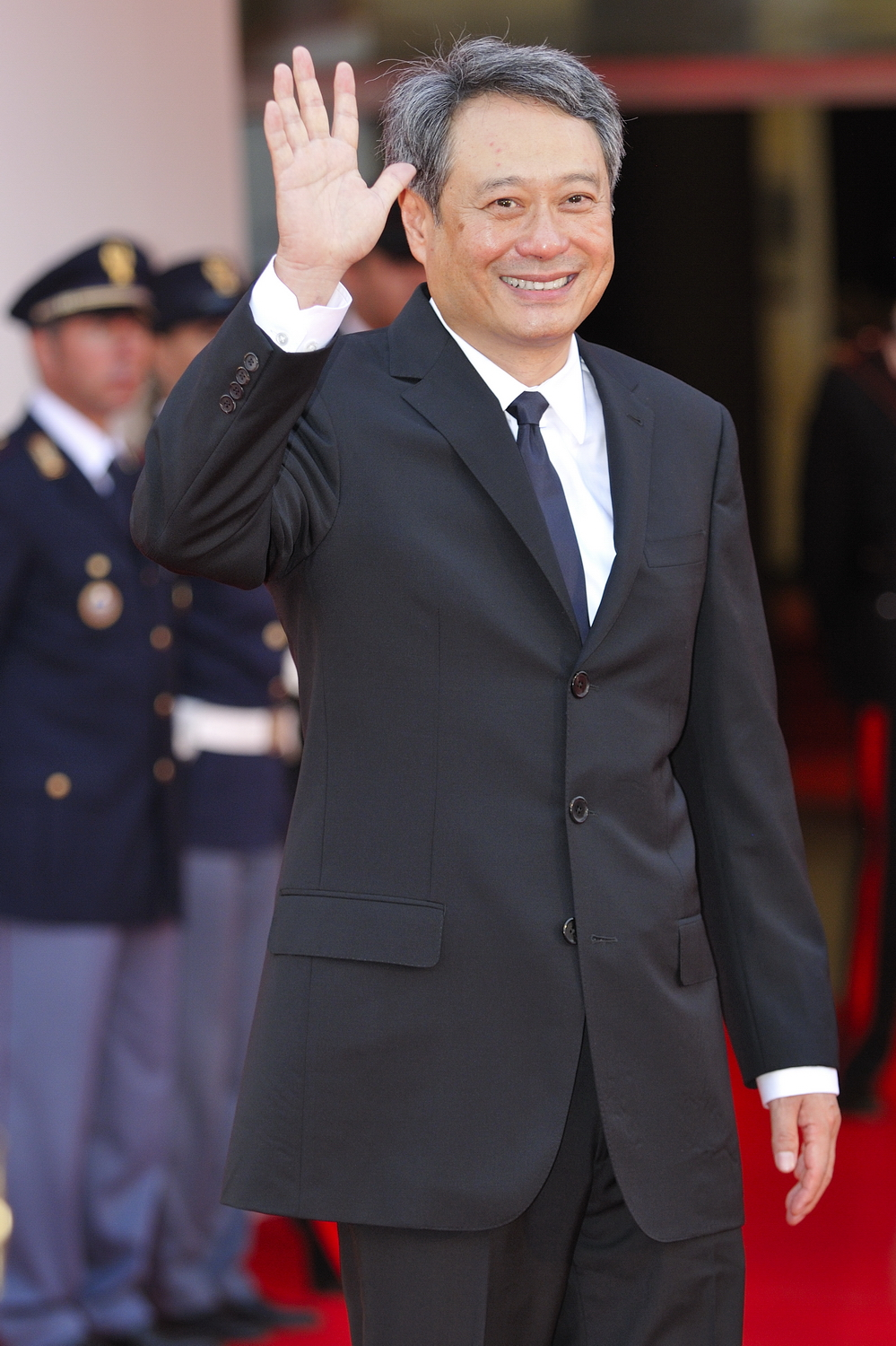
《理智与情感》是李安第一部不是在亚洲拍摄的长片电影。

本片的拍摄预算为1600万美元:68，这既是李安当时接到的最高预算金额，又是1990年代奥斯汀小说改编电影所付出的最大成本:44。哥伦比亚电影公司1994年推出的《小妇人》大获成功，因此授权李安使用这笔“相对较高的预算”，希望影片能够吸引到多个观众群，从而产生高票房回报:155:45。不过多兰仍然认为这是一部“小成本电影”:20:00-20:20，许多汤普森和李安所做的构想——例如描绘达什伍德老爷从马上重重跌落的镜头——都因成本问题无法拍摄:207-209:1:11-2:25。
汤普森表示，李安“到达片场时已是胸有成竹”:01:02:00-01:03:45。他希望在电影中专心讲述一个引人入胜的故事，而不是过分关注时代性的细节。他向众演员展示了自己精心挑选的一些经典小说改编电影，其中包括《巴里·林登》和《纯真年代》，他认为这些都是“伟大的电影，每个人都会崇拜的艺术作品，（但）这不是我们想要达成的形式”。李安批评《纯真年代》缺少激情，和《理智与情感》这样的“激情童话”完全相反。
剧组人员同李安之间经历了多次“轻微的文化冲击”。他期望助理导演扮黑脸并保持电影制作跟上日程，而助理导演们也期望他如此，这导致影片的前期制作过程进度缓慢:220-221。此外据汤普森表示，她和格兰特对一些特定场景提出建议时，李安变得“深感受伤和困惑”，因为他在台湾拍片时，演员是不会对导演指手划脚的。李安以为自己的权威正在削弱并因此失眠:70，不过在接受了演员的建议后，这个问题也逐渐得到了解决:220, 240:17:00–17:20。众演员之后逐渐“成长到完全信任他的直觉”，所给出的建议也越来越少:01:02:00-01:03:45。助理制片人詹姆斯·谢玛斯（James Schamus）表示，李安也变得更加愿意向大家表达自己的意见:72。
李安曾以不“委婉”到“吓人”而出名，他还经常让演员多次重拍以求获得最完美的效果，并且对于自己不喜欢的部分敢于直接说出“无聊”这样的评价。汤普森之后回忆这段经历时表示，导演“经常会提出一些让人大跌眼镜的要求”，比如要求她不要再“看起来那么老”之类:4:20-4:40:70。不过她也称，李安在众人没能达到要求时总还是能够保持和蔼和宽容:227-228。汤普森已经有了丰富的表演经验，所以导演鼓励她学习太极拳，“帮她放松，让她能够以更简单的方式来完成工作”。其他演员也很快加入到他们的打坐中，多兰表示这“真是很有趣。地上有一大堆的枕头，而这些面色苍白的演员们都在说，‘我们都给自己找来了什么麻烦？’在我所见或听说过的导演中，李安是最注重肢体语言的一个”。他建议温丝莱特阅读诗篇然后向他汇报，认为这样最有利于她理解自己的角色。他还让汤普森和温丝莱特住到一块来发展出角色间的姐妹情谊。许多演员都学习了礼仪和橫鞍騎乘课程:212-213。
李安发现，与自己在台湾拍片时相比:70，他不得不劝阻许多演员以“非常做作，非常英式传统的”方式表演，“他们总认为自己必须得做点什么，必须挑起电影的大梁，而不是像一个活生生的人那样注意观察和获取同情”。特别是格兰特就因一心想要给出“超凡绝伦”的演出而显得过分内敛，李安之后回忆称，该男演员是个“抢戏的。你没法阻止这点，所以我由他去，我得说，这种休·格兰特式的‘明星’气质最好少一些......（他应该服务于电影）而不是电影来给他服务，或者他已经习惯了如此吧” 。对于片中埃莉诺得知爱德华并没有结婚时的反应，汤普森是从自己得知父亲去世时的反应获取灵感:266-267。格兰特在这场戏中讲出大部分台词的时段里汤普森都在大哭，后者也试图要安抚他：“没有别的办法，我向你保证这样的效果会很好，会既好笑又感人。”格兰特则回答：“噢，那好吧，”并且他的表现可谓驾轻就熟。李安对这个镜头提出了一项要求，即汤普森不要把面部转到正对着摄影机。

#### 拍摄地点
《理智与情感》的原定制作周期为58天，最后延长到65天:209。电影于1995年4月中旬在德文郡多个地点开拍，首先是在萨尔特伦宅第拍摄片中诺兰庄园的镜头:149，温丝莱特和琼斯在这里拍摄了第一组镜头，即她们的角色首次得知巴顿庄园:215, 217-219。由于萨尔特伦宅第属国家信托所有，因此谢玛斯必须在开拍前签署协议，该组织成员也留在片场对拍摄过程仔细加以监督。剧组之后还返回拍摄了多个镜头直到4月29日结束:215, 217, 222, 226-227。第二个拍摄地点是弗里特大宅（Flete House），这是片中詹宁斯夫人位于伦敦的房产，爱德华和露西首次在这里见到埃莉诺:224。达什伍德夫人和三个女儿搬进的平房则是弗里特大宅的一套石制平房，汤普森称其为“我们所见过的最漂亮景点之一”:233。
5月份，剧组在贝瑞波默罗伊（Berry Pomeroy）一间精美的乡间教堂拍摄片尾的婚礼镜头:230。5月10日到12日期间拍摄完成了玛丽安初遇威洛比的镜头，由于需要在下雨天到山上拍摄，因此给物流运输上带来了困难:235-237。李安把这段镜头拍了约50次，众演员都在造雨机器下湿透了，这导致温丝莱特最终因过度换气而晕倒:6:15-6:25:70。拍摄中途还遇到了其它麻烦，例如温丝莱特就因腿上感染静脉炎而不得不跛行，还有一次从楼梯上摔下而扭伤了手腕:261-262。
5至7月，剧组在英格兰其它多处国家信托的房产取景。威尔特郡索尔兹伯里的特拉法加别墅（Trafalgar House）和威尔顿别墅（Wilton House）分别给片中的巴顿庄园和伦敦舞厅取景。同样位于索尔兹伯里，建于18世纪的蒙佩森宅邸（则成了詹宁斯夫人豪华的联排别墅。位于南萨默塞特（South Somerset），建于16世纪的蒙塔丘特楼在片中作为帕尔默夫妇的克利夫兰大宅:286-287。还有一些镜头是在德文郡的康普顿城堡和格林尼治的英国国家海事博物馆取景。

### 音乐
艾玛·汤普森的朋友，曾与她在《亨利五世》（Henry V）、《无事生非》和《再续前世情》中合作过的作曲家帕特里克·道尔获聘为《理智与情感》谱写音乐。导演要求他从已有的音乐作品中加以挑选，或是创作新的“温柔”旋律，多尔于是根据电影的情节谱写了一段曲目:43。他表示，在这种英国中产阶级的音乐主题下，必须时而出现一次感情上的爆发。道尔还称，随着剧情推进到一个更成熟，并带有情感上宣泻的意味时，相应的配乐也变得更加成熟。影片的音乐中包含浪漫元素，全国公共广播电台形容乐曲为“感情……受限的指南针”，“乐器以轻柔的方式排列交融在一起”。评论中还指出，作为对故事情节的一种反射，这些配乐“有些怅惘......和感伤”。
片中玛丽安演唱了两首歌曲，歌词均改编自17世纪的诗作。李安觉得这两首歌曲传达出小说和剧本中的“双重愿景”:43。他认为第二首歌表现了玛丽安“成熟的接纳”与“忧郁的理智”相交织的情感:43。玛丽安所唱第一首歌的旋律于电影开场字幕时首次出现，而第二首歌的旋律则在片尾字幕时再度响起，并改由戏剧女高音珍·依格伦（Jane Eaglen）演唱:43。这两首歌都是影片开拍前由道尔创作的，他也因本片的配乐而首次得到奥斯卡最佳原创配乐奖提名。
曲目列表：
| 曲序 | 曲目 | 作曲            | 时长 |
| ---- | ---- | --------------- | ---- |
| 1.   |      | 帕特里克·道尔   | 3:05 |
| 2.   |      | 道尔            | 1:15 |
| 3.   |      | 道尔            | 5:27 |
| 4.   |      | 道尔            | 1:32 |
| 5.   |      | 道尔            | 1:04 |
| 6.   |      | 道尔            | 1:57 |
| 7.   |      | 道尔            | 1:17 |
| 8.   |      | 道尔            | 1:22 |
| 9.   |      | 道尔            | 1:42 |
| 10.  |      | 道尔            | 1:05 |
| 11.  |      | 道尔            | 1:14 |
| 12.  |      | 道尔            | 1:19 |
| 13.  |      | 道尔            | 1:39 |
| 14.  |      | 道尔            | 2:21 |
| 15.  |      | 道尔            | 1:39 |
| 16.  |      | 道尔            | 2:12 |
| 17.  |      | 道尔            | 2:59 |
| 18.  |      | 道尔            | 2:55 |
| 19.  |      | 道尔            | 0:59 |
| 20.  |      | 道尔            | 3:08 |
| 21.  |      | 道尔和珍·依格伦 | 2:30 |

### 剪辑
汤普森和多兰探讨片中需要用多少篇幅描写爱情故事，因为原著小说中的男人大部分篇幅里都没有陪在达什伍德姐妹身边。编剧必须在给予男主角多少出场时间这个问题上小心地保持平衡，她在自己的电影拍摄日记中表示，这样的决定“很大程度上依赖于剪辑（的配合）”:272。汤普森撰写了“数百个不同版本”的爱情故事线索，她曾打算让爱德华在影片中场时再度出现，但还是改变了主意，因为这样“他也无事可做”，所以没有意义:272。汤普森还选择去除了小说中写到的布兰登与威洛比决斗场面，因为这“似乎只能起到减轻神秘感的作用”:272。为了避免观众感到无聊，她与多兰苦苦思索应该何时插入布兰登的背景故事，又应该如何插入。汤普森形容，这些用来提醒观众爱德华与布兰登存在的部分就像是“保持轮子转动”（keeping plates spinning）:9:30-9:50。
影片拍摄过程中原本有个布兰登在伦敦贫困区域找到自己病重私生女的镜头，但之后剪掉了:01:29:10-01:29:50。汤普森的剧本中包含有一段埃莉诺与爱德华亲吻的场景，因为制片公司觉得这么一路下来始终关注着的两个人要是连接吻都没有过，那也未免太让人难受了:01:30:00-01:30:35，然而这却成为后期剪辑过程中首批被剪除的段落之一：最初完成的版本长度超过三小时，李安希望减少剧情中爱情故事的份量，汤普森也觉得这个镜头有些不妥，不过这部分内容还是包含在电影的宣传资料和预告片中:01:30:00-01:30:35:141。汤普森和多兰还决定剪掉玛丽安生病期间威洛比表现出悔恨的镜头，多兰对此表示，虽然这“是小说历史上最伟大的场景之一”，但与本片放在一块就是显得不搭:01:59:00-01:59:15。
蒂姆·斯奎尔斯（Tim Squyres）是本片的剪辑师，这已是他与李安的第四次合作。他于2013年接受媒体采访时表示：“那是我与李安合作过的第一部全英语电影，还是和艾玛·汤普森、凯特·温丝莱特、艾伦·瑞克曼和休·格兰特——这些伟大的、了不起的演员（合作）。当你拿到这样的素材时就会明白，自己的工作不仅仅是技术活。我有责任要找到艾玛·汤普森想要的东西，‘啊，那个感觉不大好，我看还是用另一段吧。’我并不仅仅是得到允许来对这些大牌演员的表现作出评判，而且必须要做到这一点。”

## 主题与分析